# Vețca
Vețca là một xã thuộc hạt Mureș, România. Dân số thời điểm năm 2002 là 862 người.